# جونيل زينالوفا
جونيل زينالوفا (بالأذرية: Günel Zeynalova)‏ (ولدت في 25 أكتوبر 1985) هي مغنية بوب أذربيجانية.